# 齐为民
齐为民（？—），男，汉族，中华人民共和国政治人物。现任河北省总工会常务副主席、党组书记。第十四届全国政协委员。